# KL-50
KL-50是一种有机化合物，化学式为C7H7FN6O2。它是一种针对缺乏DNA修复蛋白O6-甲基鸟嘌呤-DNA-甲基转移酶（MGMT）的肿瘤的选择性毒素，可逆转O6-烷基鸟嘌呤损伤的形成。
KL-50在2013年被Pharminox有限公司申请专利，具体而言包括其在治疗MMR-/MGMT-胶质瘤中的潜在用途。